# Wulstige Zylinderwindelschnecke
Die Wulstige Zylinderwindelschnecke (Truncatellina costulata) ist eine Schneckenart der Familie der Windelschnecken (Vertiginidae) aus der Unterordnung der Landlungenschnecken (Stylommatophora).

## Merkmale
Das zylindrische Gehäuse der Wulstigen Zylinderwindelschnecke ist 1,7 bis 2 mm hoch und 0,9 mm breit (1,6–1,95 × 0,5–0,6 mm: Welter-Schultes). Es weist 5½ bis 6½ gerundete Windungen auf, die durch eine tiefe Naht voneinander abgesetzt sind. Der letzte Umgang ist am Außenrand leicht abgeflacht, der letzte Umgang ist dadurch leicht geschultert. Die Mündung ist zugespitzt eiförmig, seitlich und oben etwas abgeflacht. Insgesamt ist die Mündung in der Frontalansicht etwas breiter als hoch. Der breite Mundsaum ist stark lippig verdickt und weiß gefärbt. Ein Parietalzahn und ein Columellarzahn sind gut sichtbar. Der Palatalzahn setzt erst tief in der Mündung ein und ist dadurch nur bei senkrechtem Blick auf die Mündung sichtbar. 
Das Gehäuse ist hell gelbbraun bis rötlichbraun, die Oberfläche ist mit sehr regelmäßigen, groben und scharfen Rippen ornamentiert. Die Zwischenräume der Rippen sind so breit wie die Rippen selber.
Der Geschlechtsapparat ist sehr einfach gebaut. Im männlichen Trakt zweigt der Samenleiter (Vas deferens) früh vom Eisamenleiter ab. Er ist kurz, wenig gewunden und dringt apikal in den Penis ein. Der Retraktormuskel setzt am Übergang Samenleiter/Penis an. Der Penis is mäßig lang und mittig verdickt. Im weiblichen Trakt ist der frei Eileiter (Ovidukt) etwa so lang wie die Vagina, die mittig etwas verdickt ist. Der Stiel der Spermathek ist kurz und dünn, die Blase klein und länglich-eiförmig.

### Ähnliche Arten
Das Gehäuse der Wulstigen Zylinderwindelschnecke ähnelt den Gehäusen der Zylinderwindelschnecke (Truncatellina cylindrica) und der Südlichen Zylinderwindelschnecke (Truncatellina callicratis). Das Gehäuse der Südlichen Zylinderwindelschnecke ist deutlich schlanker, das der Zylinderwindelschnecke besitzt einen breiteren letzten Umgang. Beide Arten unterscheiden sich auch durch die dichtere, und weniger stark ausgeprägte Berippung. Die Mündung ist bei der Wulstigen Zylinderschnecke breiter als hoch. Der Mundsaum ist auffällig breit, lippig verdickt und weiß gefärbt.

## Geographische Verbreitung und Lebensraum
Das Verbreitungsgebiet der Art erstreckt sich über Mittel- und Osteuropa (bis in die Uljanowsk-Region, Russland und die Ukraine). Die Vorkommen sind jedoch sehr zerstreut. Im Norden reicht es bis Dänemark und Südschweden (Schonen, Öland, Gotland), im Südosten bis Bulgarien, Rumänien und in den Kaukasus.
Die Art bevorzugt trockene Habitate, wie Magerrasen, Sanddünen, lichte Wälder und Straßenböschungen.

## Taxonomie
Das Taxon wurde 1823 von Nilsson als Pupa costulata erstmals beschrieben. Die Fauna Europaea listet keine Synonyme. Dagegen führt BioLib Pupa ascaniensis Schmidt, 1849 als Synonym auf.

## Gefährdung
Die Art gilt in Deutschland als stark gefährdet.